# 昂代会晤
昂代会晤是1940年10月23日，西班牙的弗朗西斯科·佛朗哥和德国元首阿道夫·希特勒在法国昂代的火车站展开的会谈。与会的还有两国外交部长拉蒙·塞拉诺·苏涅尔和约阿希姆·冯·里宾特洛甫。
会晤目的是消除关于西班牙加入轴心国阵营并对英国开战的前提条件的争议。但在7个小时的对话过后，希特勒依然认为西班牙提出的要求过高：在击败英国后将直布罗陀交给西班牙；将法屬摩洛哥和法属阿尔及利亚部分地区让与西班牙；将法属喀麦隆割讓給西属几内亚；并向西班牙援助大量粮食、汽油和武器，缓解西班牙内战之后西班牙面临的经济和军事危机。希特勒不想因此破坏德国与维希法国的关系，所以不是很想答應西班牙開出的條件。
会晤的唯一确凿结果就是弗朗哥与希特勒签订秘密协定，弗朗哥同意在自己选定的时间內让西班牙加入納粹德國發起的战争，希特勒则只作出了让西班牙取得“在非洲的领土”的模糊许诺。几天后，在德国，希特勒向贝尼托·墨索里尼说“我宁可拔掉自己三四颗牙，也不会再跟那個弗朗哥说一句话！”